# Poznań (przemówienie)
Poznań – przemówienie wygłoszone w Paryżu przez Alberta Camusa 12 lipca 1956 na wiecu solidarności z robotnikami Poznania protestującymi podczas Poznańskiego Czerwca, zorganizowanym przez francuską partię socjalistyczną.
Camus był współorganizatorem paryskiego wiecu i angażował się w udzielanie pomocy poznaniakom. Śledząc przebieg procesów wywierał naciski na zachodnie organizacje prawnicze oraz rządy, co w konsekwencji skutkowało łagodzeniem polityki wobec uczestników wydarzeń czerwcowych przez polskich komunistów. Współpracował z Józefem Czapskim. Była to postawa stosunkowo odosobniona, ponieważ wśród elit intelektualnych Francji dominowały postawy prokomunistyczne, wspierające prosowieckie rządy w Europie Środkowej.
W swoim przemówieniu Camus ostro krytykował komunizm, w tym postawę premiera Józefa Cyrankiewicza, grożącego wrogom komunizmu odrąbaniem rąk. Camus stwierdził: Jeśli rzeczywiście będzie się stosować tę karę, jak zapewnia polski premier, wkrótce rządzić będą jedynie jednoręcy. Gdyż rządy te i ich biurokraci nie tylko podnieśli rękę na lud, lecz zadali mu cios, powalili w kałużę krwi. Obnażał też fasadowość i hipokryzję rzekomo ludowego rządu w Polsce: W normalnym kraju prawa związków zawodowych pozwalają na pokojową rewindykację żądań robotniczych, ale tam, gdzie nie istnieje prawo do strajków, gdzie prawodawstwo narzucone robotnikom przekreśla jednym pociągnięciem 100 lat zdobyczy związków zawodowych, gdzie robotnikom decyzją urzędu zmniejsza się pensje wystarczające i tak tylko na zaspokojenie podstawowych potrzeb życiowych, co im pozostaje innego jak bunt, krzyk i bunt. Pisał: Prawda wygląda tak - i to właśnie miał wyrażać ich krzyk - że nie mieli oni ani chleba, ani wolności, że nie mogą żyć bez jednego ani bez drugiego, że wiedzą - tak samo jak my wszyscy - że te dwie rzeczy są nierozdzielne i że niewolnik, każdy człowiek pozbawiony wolności, otrzymuje chleb jedynie wtedy, gdy takie jest życzenie jego pana.
W 2023 na poznańskim Strzeszynie powstał Skwer Alberta Camusa w uznaniu jego zasług dla miasta.